# Theba macandrewiana
Theba macandrewiana is een slakkensoort uit de familie van de Helicidae. De wetenschappelijke naam van de soort is voor het eerst geldig gepubliceerd in 1853 door L. Pfeiffer.